# Släpp loss spratten
Släpp loss spratten är en psalm vars text är skriven av Per Harling. Musiken är skriven av Britta Snickars. 

## Publicerad som
- Nr 875 i Psalmer i 2000-talet under rubriken "Jesus Kristus - människors räddning".